# Super Mario World 2: Yoshi’s Island
Super Mario World 2: Yoshi’s Island – komputerowa gra platformowa wydana przez Nintendo, kontynuacja gry Super Mario World.

## Historia
Bocian Billy lecący nad Yoshi’s Island, bardzo się spieszy – musi szybko dostarczyć bliźniaków Baby Mario i Baby Luigiego. Nagle Kamek, zły Magikoopa, atakuje ptaka, porywa Baby Luigiego, a Baby Mario wypada z dzioba bociana i spada na grzbiet Yoshiego. Ten zauważa mapę, która spadła wraz z małym Mario i prowadzi do Kamka, władcy Koopas Empire. Yoshi i Baby Mario muszą uratować Baby Luigiego, jednak spotykają wiele trudności. Na ich drodze stoją liczne stwory wysłane przez Kamka, takie jak Koopa, shy guys i wiele innych, przeszkody, zamki i forty bossów oraz inne liczne niebezpieczeństwa utrudniające Yoshiemu i Baby Mario uratowanie małego Luigiego.
Na koniec protagoniści walczą z przemienionym przez Kamka Baby Bowserem i ratują Lugiego, a bliźniaki zostają dostarczone do rodziców.